# YouTube Premium
YouTube Premium (транскр.  Јутјуб премијум; раније YouTube Red) је претплатничка услуга коју нуди видео платформа YouTube. Услуга омогућава приступ садржају на услузи без огласа, као и приступ премијум програму YouTube Originals продуцираним у сарадњи са творцима сајта, преузимање видео записа и репродукцију видео записа у позадини на мобилним уређајима и приступ музичкој стриминг улузи YouTube Music.
Услуга је првобитно покренута у новембру 2014. као Music Key, нудећи само стримовање музичких спотова без реклама са издавачким кућама које учествују на платформама YouTube и Google Play Music. Услуга је затим ревидирана и поново покренута 31. октобра 2015. као YouTube Red, проширујући свој опсег тако да нуди приступ свим видеима без оглашавања на платформи YouTube, за разлику од само музике.
YouTube је 17.маја 2018. најавио ребрендирање услуге као YouTube Premium, заједно са повратком засебне, претплатничке улуге YouTube Music. Касније током године, објављено је да YouTube планира да учини део оригиналног садржаја повезаног са услугом доступним на основу огласа.